# Cattleya dichroma
Cattleya dichroma là một loài thực vật có hoa trong họ Lan. Loài này được Van den Berg mô tả khoa học đầu tiên năm 2008.